# Courbure sectionnelle
En géométrie riemannienne, la courbure sectionnelle est une des façons de décrire la courbure d'une variété riemannienne. Elle peut être définie à partir du tenseur de courbure, et permet de retrouver ce dernier.
On définit une courbure sectionnelle {\displaystyle K_{m}(X,Y)} en chaque point {\displaystyle m} et pour chacun des 2-plans {\displaystyle P=Vect(X,Y)} inclus dans l'espace tangent à la variété riemannienne en m. Formellement, la collection de toutes les courbures sectionnelles constitue une application sur la grassmannienne des 2-plans, à valeurs réelles.

## Définition par le tenseur de courbure
Si {\displaystyle M} est une variété riemannienne de tenseur métrique {\displaystyle \langle \,,\,\rangle } et de tenseur de courbure {\displaystyle R} et si on considère deux vecteurs {\displaystyle X,Y} tangents au même point {\displaystyle m} à la variété {\displaystyle M}, et linéairement indépendants, la courbure sectionnelle est donnée par
{\displaystyle K_{m}(X,Y)=K(X,Y)={\frac {\langle R(X,Y)Y,X\rangle }{\langle X,X\rangle \langle Y,Y\rangle -\langle X,Y\rangle ^{2}}}}
Ce réel ne dépend que du 2-plan P engendré par X et Y. Notamment, dans le cas où (X, Y) forme une famille orthonormale l'expression se simplifie en
{\displaystyle K(X,Y)=\langle R(X,Y)Y,X\rangle .}
Pour les surfaces, un seul choix de 2-plan est possible et la courbure sectionnelle n'est autre que la courbure de Gauss.
Le tenseur de courbure peut être retrouvé à partir des courbures sectionnelles, par un calcul qui fait intervenir les identités de Bianchi :
{\displaystyle \langle R(U,\;V)W,\;Z\rangle ={\frac {1}{6}}\cdot \left.{\frac {\partial ^{2}}{\partial s\partial t}}\left(K(U+sZ,\;V+tW)-K(U+sW,\;V+tZ)\right)\right|_{(s,\;t)=(0,\;0)}.}
En cas de renormalisation de la métrique par un facteur fixe {\displaystyle t>0}, la courbure sectionnelle est multipliée par le facteur inverse {\displaystyle 1/t}.

## Formulation en termes de géodésiques
Avec les mêmes notations, on considère en premier lieu la famille des géodésiques issues de m selon les vecteurs de P. Cette famille constitue une surface paramétrée incluse dans la variété, image du 2-plan par l'application exponentielle.
La courbure sectionnelle du 2-plan est alors la courbure de Gauss de cette surface. Elle peut par exemple s'exprimer en comparant le périmètre de l'image des cercles concentriques par l'application exponentielle avec le périmètre euclidien
{\displaystyle K(P)=\lim \limits _{\varepsilon \to 0}{\frac {3}{\pi }}{\frac {2\pi \varepsilon -\mathrm {longueur} [C(P,\varepsilon )]}{\varepsilon ^{3}}}}

## Variétés à courbure sectionnelle constante
Une variété est dite à courbure sectionnelle constante lorsque la courbure sectionnelle ne dépend ni du point ni du 2-plan tangent associé.
Un théorème de Schur permet d'élargir le domaine d'application de cette définition : sur une variété connexe de dimension supérieure ou égale à 3, dès lors que la courbure sectionnelle est constante en chaque point (indépendante, donc, du 2-plan tangent), elle est constante.
L'espace euclidien, la n-sphère euclidienne et l'espace hyperbolique de dimension n munis de leur métrique canonique sont les exemples type de variétés à courbure sectionnelle constante. En fait si M est une variété complète à courbure constante, son revêtement universel riemannien est une des trois variétés précédentes, selon que la courbure est nulle, positive, ou négative.